# ناکامورا هایاتو
ناکامورا هایاتو (انگلیسی: Nakamura Hayato؛ زادهٔ ۳۰ نوامبر ۱۹۹۳) بازیگر کابوکی اهل ژاپن است.